# خورفكان (فلم)
خورفكان هو فيلم إماراتي أنتج عام 2020، من إخراج كل من المخرج البريطاني بن مول والمخرج الأيرلندي موريس سويني، ومن بطولة رشيد عساف وقيس شيخ نجيب وأحمد الجسمي وخليفة البحري. الفيلم مستوحى من أحداث واقعية وهو مقتبس من كتاب مقاومة خورفكان للغزو البرتغالي سبتمبر 1507 الذي ألفه سلطان بن محمد القاسمي عضو المجلس الأعلى حاكم إمارة الشارقة، والذي يحكي قصة مقاومة أهالي مدينة خورفكان للغزو البرتغالي في القرن السادس عشر.

## الإنتاج
بدأت هيئة الشارقة للإذاعة والتليفزيون في إنتاج فيلم خورفكان بالتعاون مع شركة جيت جو فيلمز ليميتد عقب نشر سلطان بن محمد القاسمي لكتابه الذي يحكي عن مقاومة قبائل مدينة خورفكان العربية للغزو البرتغالي. أعيد إنشاء العديد من العناصر التاريخية للفيلم، بما في ذلك السفن والمباني البرتغالية المشابهة لتلك التي كانت موجودة في مدينة خورفكان التاريخية.

## العرض
صدر فيلم خورفكان لأول مرة في 17 ديسمبر 2020 باللغة العربية، وعُرض على منصة مرايا الرقمية التابعة لهيئة الشارقة للإذاعة والتليفزيون، ثم تُرجم لعدد من اللغات من بينها الإنجليزية والإسبانية والبرتغالية ليُعرض في عدد من بلدان العالم خلال عدة مهرجانات وفعاليات كان من أبرزها أيام الشارقة الأدبية في مدينة كويمبرا في البرتغال، كما عُرض على متن الطائرات خلال الرحلات الجوية لعدد من شركات الطيران الوطنية والخليجية. تعاقدت هيئة الشارقة للإذاعة والتلفزيون في عام 2022 مع عدد من المنصات الرقمية العالمية من بينها مايكروسوفت، وأمازون، وغوغل بلاي، وأبل ستور، وسكاي ستور، وتشيلي لإتاحة فيلم خورفكان للجمهور في دول الشرق الأوسط والعالم.

## قصة الفيلم
تدور أحداث فيلم خورفكان في إطار تاريخي في عام 1507 حول مقاومة القبائل العربية في مدينة خورفكان للأسطول البحري البرتغالي الذي جاء لغزو المدينة بقيادة الجنرال ألفونسو دي البوكيرك.

## طاقم العمل

### الممثلون
- رشيد عساف : في دور الجنرال ألفونسو دي ألبوكيرك قائد الأسطول البحري البرتغالي.
- قيس شيخ نجيب
- أحمد الجسمي
- خليفة البحري
- محمد العامري
- قاسم ملحو
- منصور الفيلي
- عبد الله بن حيدر
- عبد الرحمن الملا
- حبيب غلوم
- بدر حكمي
- جاسم الخراز
- حميد سمبيج
- ماهر صليبي
- مصطفى هواري
- هاني الطمباري
- فيصل علي
- محمد جمعة
- أشجان
- بدور
- عبد الرحمن المرقب: في دور الطفل علي.
- عبد الله الجرن: في دور الطفل عمر.

### الإخراج
- بن مول
- موريس سويني

### المصورون
- ريتشارد كيندريك (مدير التصوير)

### الإنتاج
- هيئة الشارقة للإذاعة والتلفزيون
- شركة جيت جو فيلمز ليميتد

## الاستقبال
لاقى فيلم خورفكان استحسان النقاد واعتبر بمثابة علامة فارقة في صناعة الترفيه الإماراتية. وقد تمت الإشادة به لأنه سلط الضوء على فصل مهم في تاريخ دولة الإمارات العربية المتحدة.

## الجوائز
حصل فيلم خورفكان على عدد من الجوائز من عدة مهرجانات عربية وعالمية، وكان من أهم هذه الجوائز ما يلي:
- الجائزة الذهبية لأفضل فيلم روائي درامي من مهرجان بيست إسطنبول للأفلام السينمائية في يوليو 2022.
- جائزة أفضل فيلم تاريخي من مهرجان بروكسل السينمائي في يوليو 2022.
- جائزة أفضل فيلم آسيوي من مهرجان أثفيكفاروني السينمائي الدولي في الهند في يونيو 2022.
- جائزة أفضل مخرج لفيلم آسيوي من مهرجان أثفيكفاروني السينمائي الدولي في الهند في يونيو 2022.
- جائزة أفضل تصوير سينمائي من مهرجان أثفيكفاروني السينمائي الدولي في الهند في يونيو 2022.[11][12]

## روابط خارجية
- صفحة الفيلم علي موقع قاعدة بيانات الأفلام العربية